# Jacob Taubes
Jacob Taubes (Viena, 25 de febrero de 1923 - Berlín, 21 de marzo de 1987) fue un sociólogo de la religión, filósofo y especialista alemán en el judaísmo. Ha ejercido influencia sobre muchos pensadores contemporáneos como Giorgio Agamben, Susan Sontag, Avital Ronell, Marshall Berman, Elettra Stimilli y Peter Sloterdijk.

## Biografía
Taubes nació en el seno de una antigua familia rabínica, en la que el padre era el Gran Rabino de Viena (de Zúrich en el exilio). Obtuvo su Doctorado en 1947 con una tesis sobre la escatología occidental y dio clases sobre religión y judaísmo en los Estados Unidos en las Universidades de Harvard, Columbia y Princeton. 
Desde 1965 fue profesor de Estudios Judíos y Hermenéutica en la Universidad Libre de Berlín. 
Estuvo casado con la escritora Susan Taubes.

## Obra
Entre las obras de Taubes destacan Abendländische Eschatologie (Escatología occidental) y The Political Theology of Paul (La teología política de Pablo, una serie de conferencias publicadas póstumamente). 

## Fuente
- Joshua Robert Gold, «Jacob Taubes: 'Apocalypse From Below'», Telos, 134, spring 2006, págs. 140–56.

- Datos: Q650151